# Лудвиг Антон фон Пфалц-Нойбург
Лудвиг Антон фон Пфалц-Нойбург (на немски: Ludwig Anton von Pfalz-Neuburg; * 9 юни 1660 в Дюселдорф; † 4 май 1694 в Лиеж) от род Вителсбахи (Линия Пфалц-Нойбург) е княжески епископ на Вормс (1691 – 1694) и четиридесет и деветият Велик магистър на рицарите от Тевтонския орден (1684 – 1694).
Той е третият син от 17 деца на курфюрст Филип Вилхелм фон Пфалц (1615 – 1690) и втората му съпруга принцеса Елизабет Амалия от Хесен-Дармщат (1635 – 1709), дъщеря на ландграф Георг II фон Хесен-Дармщат.  Брат е на курфюрстовете Йохан Вилхелм (1658 – 1716) и Карл Филип (1661 – 1742). Сестра му Елеонора Магдалена се омъжва през 1676 г. за император Леополд I и е майка на императорите Йозеф I и Карл VI. Сестра му Мария София Елизабет се омъжва през
1687 г. за крал Петер II от Португалия. Сестра му Мария Анна се омъжва през 1690 г. за крал Карлос II от Испания.
Лудвиг Антон е определен за духовническа кариера. През 1679 г. е преиет в Тевтонския орден и през 1684 г. е велик магистър. Участва в битката при Виена (1683). На 12 ноември 1691 г. е избран за епископ на Вормс. На 4 януари 1694 г. в Ашафенбург е помазан за свещеник, а на 10 януари 1694 г. за епископ.
Той умира от висока температура (тиф) при изборите за епископ на Лиеж, където е кандидат. Погребан е тайно в Ладенбург.